# (4493) Naitomitsu
(4493) Naitomitsu – planetoida z pasa głównego asteroid okrążająca Słońce w ciągu 5 lat i 95 dni w średniej odległości 3,03 j.a. Została odkryta 14 października 1988 roku w obserwatorium w Chiyoda przez Takuo Kojimę. Nazwa planetoidy pochodzi od Mitsu Naito (ur. 1925), matki pierwszej japońskiej astronautki Chiaki Mukai. Przed nadaniem nazwy planetoida nosiła oznaczenie tymczasowe (4493) 1988 TG1.